# Long Cold Winter
| Оценки критиков | Оценки критиков |
| Источник        | Оценка          |
| --------------- | --------------- |
| AllMusic        | [ 1 ]           |
| Rolling Stone   | [ 2 ]           |
| Rock Hard       | 8.5/10          |
| Classic Rock    | [ 4 ]           |

Long Cold Winter (рус. Долгая холодная зима) — второй альбом студийный альбом американской глэм-группы Cinderella, был издан в 1988 году на лейбле Mercury Records. В поддержку пластинки были выпущены четыре сингла: «Don’t Know What You Got (Till It’s Gone)» — стал самым успешным синглом этого альбома, он добрался 12-го места в чарте Billboard, «The Last Mile» занял 36-е место, «Coming Home» поднялся на 20-ю строчку американского хит-парада, а выпущенный спустя год «Gypsy Road» занял 51-ю позицию.
В 2005 году, Long Cold Winter занял 457-е место в альманахе журнала Rock Hard «500 величайших альбома в истории рока и метала».
Начиная с этого альбома, музыканты Cinderella начали отходить от глэмового стиля предыдущего диска в сторону более блюзового звучания, сродни саунду групп The Rolling Stones, Aerosmith, Humble Pie, Bad Company, и Deep Purple начала 70-х.
Запись достигла 10-го места в национальном чарте США и стала дважды платиновой к концу года, так же, как их дебютный альбом — Night Songs. Позднее пластинка преодолела отметку в 3 миллиона проданных копий в США.

## Список композиций
Все песни написаны Томом Кейфером, за исключением отмеченных. (Copyright Eve Songs, Inc. & Chappell & Co.-ASCAP)
1. «Bad Seamstress Blues/Fallin' Apart at the Seams» — 5:19
2. «Gypsy Road» — 3:55
3. «Don’t Know What You Got (Till It’s Gone)» — 5:56
4. «The Last Mile» — 3:51
5. «Second Wind» — 3:59
6. «Long Cold Winter» — 5:24
7. «If You Don’t Like It» — 4:10 (Том Кейфер / Эрик Бриттингем; Eve Songs, Inc.-Chappell & Co., Brittingham Music & PolyGram Music Publishing Inc.)
8. «Coming Home» — 4:56
9. «Fire and Ice» — 3:22
10. «Take Me Back» — 3:17

## Участники записи

### Cinderella
- Том Кейфер — электро, акустическая и слайд гитары, губная гармоника, вокал
- Джефф Лабар — гитара (соло-гитара на «Falling Apart at the Seams» и «Coming Home»)
- Эрик Бриттингем — бас-гитара, бэк-вокал
- Фред Коури — ударные

### Приглашённые музыканты
- Джей Левин — педальная слайд-гитара
- Джозеф Стернс, Кози Пауэлл, Дэнни Кармасси — ударные
- Рик Кринити — фортепиано, орган, синтезатор
- Курт Шоур, Джон Уэбстер — клавишные
- Паулиньо Да Коста — перкуссия

### Производство
- Энди Джонс, Том Кейфер, Эрик Бриттингем — продюсерование
- Том Кэдли, Райан Дорн и Энди Джонс — звукоинженеры
- Стивен Томпсон, Майкл Бэрбиро и Джордж Коуэн — микширование

## Хит-парады
| Чарт (1988)   | Высшая позиция |
| ------------- | -------------- |
| Billboard 200 | 10             |

| Название                                   | Чарт (1988)          | Высшая позиция |
| ------------------------------------------ | -------------------- | -------------- |
| «Gypsy Road»                               | US Billboard Hot 100 | 51             |
| «Don't Know What You Got (Till It's Gone)» | US Billboard Hot 100 | 12             |

| Название        | Чарт (1989)          | Высшая позиция |
| --------------- | -------------------- | -------------- |
| «Coming Home»   | US Billboard Hot 100 | 20             |
| «The Last Mile» | US Billboard Hot 100 | 36             |

## Сертификации
| Регион                                                      | Сертификация  | Продажи    |
| ----------------------------------------------------------- | ------------- | ---------- |
| США (RIAA)                                                  | 3× Платиновый | 3 000 000^ |
| Канада (Music Canada)                                       | 2× Платиновый | 200 000^   |
| Швейцария (IFPI Switzerland)                                | Золотой       | 25 000^    |
| ^ Данные о тиражах приведены только на основе сертификации. |               |            |